# Újezd u Boskovic
Újezd u Boskovic (do roku 1950 a od 1. ledna 1981 do 31. prosince 1992 jen Újezd, hanácky Hójezd) je obec v okrese Blansko v Jihomoravském kraji. Žije zde 457 obyvatel.

## Historie
První písemná zmínka o obci pochází z roku 1505. Prameny uvádějí jako zakladatele pány z Boskovic. Obyvatelé tu měli myslivnu, hájenku, od roku 1862 školu a severně od obce stála na vrchu Hradisko tvrz Hrádek, která se dochova v podobě terénních pozůstatků opevnění. V roce 1703 získala obec právo užívat svou vlastní pečeť.

## Obyvatelstvo
| Rok            | 1869 | 1880 | 1890 | 1900 | 1910 | 1921 | 1930 | 1950 | 1961 | 1970 | 1980 | 1991 | 2001 | 2011 | 2021 |
| -------------- | ---- | ---- | ---- | ---- | ---- | ---- | ---- | ---- | ---- | ---- | ---- | ---- | ---- | ---- | ---- |
| Počet obyvatel | 500  | 549  | 580  | 602  | 651  | 652  | 651  | 580  | 559  | 510  | 499  | 446  | 444  | 473  | 451  |
| Počet domů     | 74   | 84   | 90   | 99   | 105  | 108  | 125  | 154  | 127  | 125  | 126  | 146  | 151  | 159  | 163  |

## Obecní správa
Mezi lety 1869–1980 byl Újezd u Boskovic obcí v okrese Boskovice (1850–1950) a později v okrese Blansko. Od 1. ledna 1981 do 31. prosince 1992 patřil jako část města k Boskovicím a od 1. ledna 1993 je opět samostatnou obcí.

### Obecní symboly
Znak a vlajka byly obci uděleny rozhodnutím předsedy Poslanecké sněmovny Parlamentu České republiky dne 31. května 2005.

## Galerie

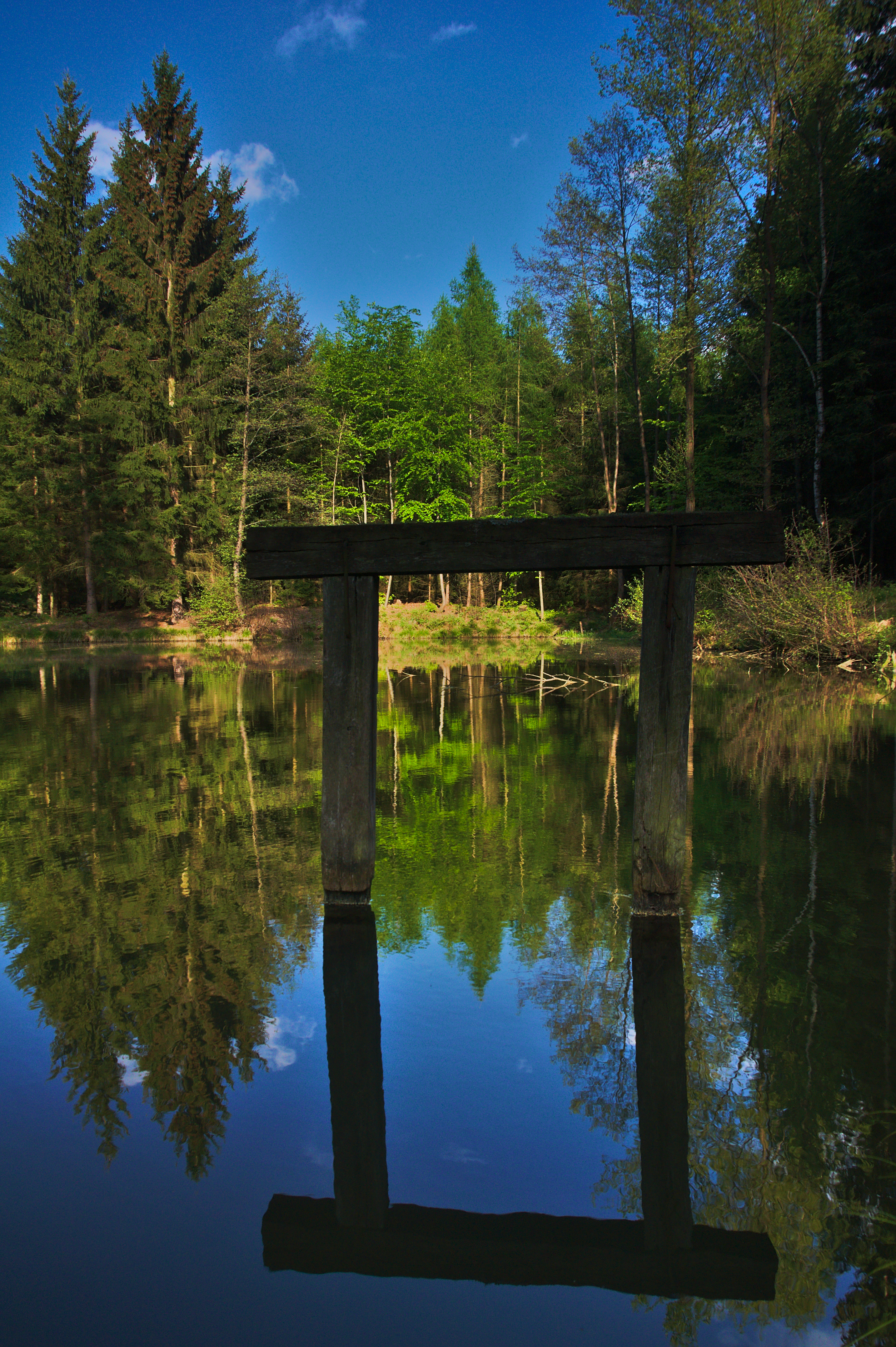
Rybník v lese severovýchodně od obce
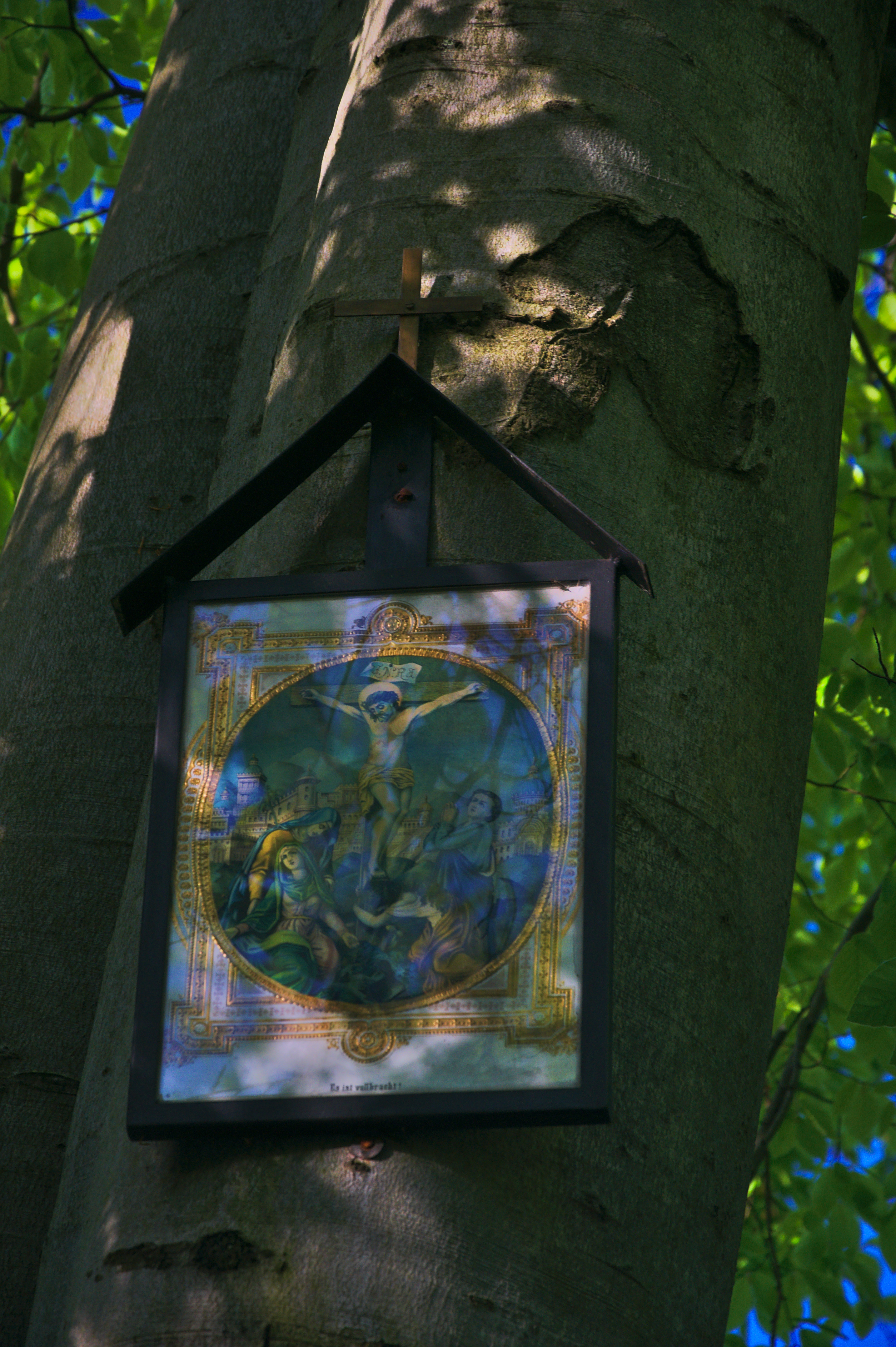
Svatý obrázek u rybníka v lese
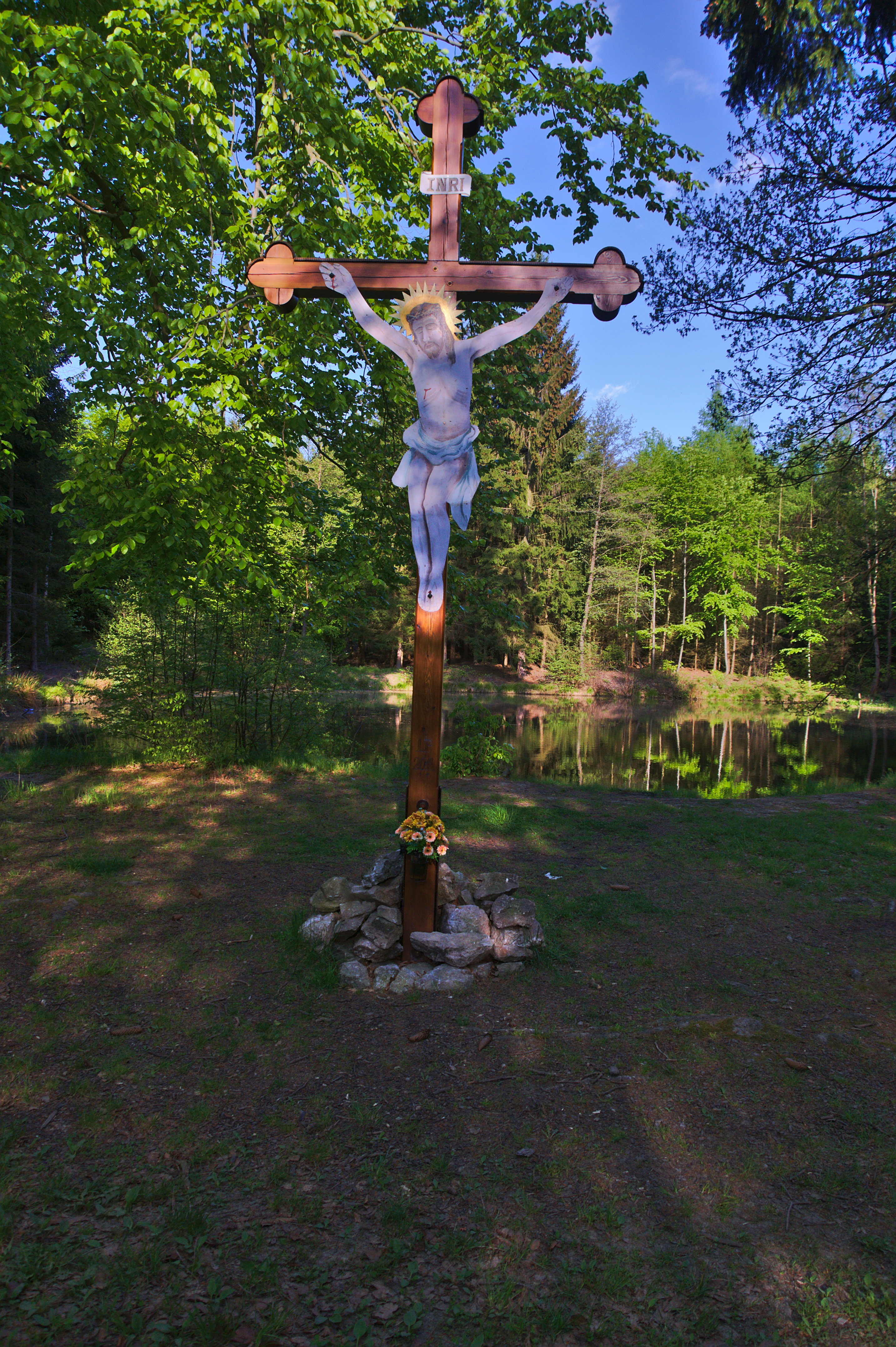
Kříž u rybníka v lese
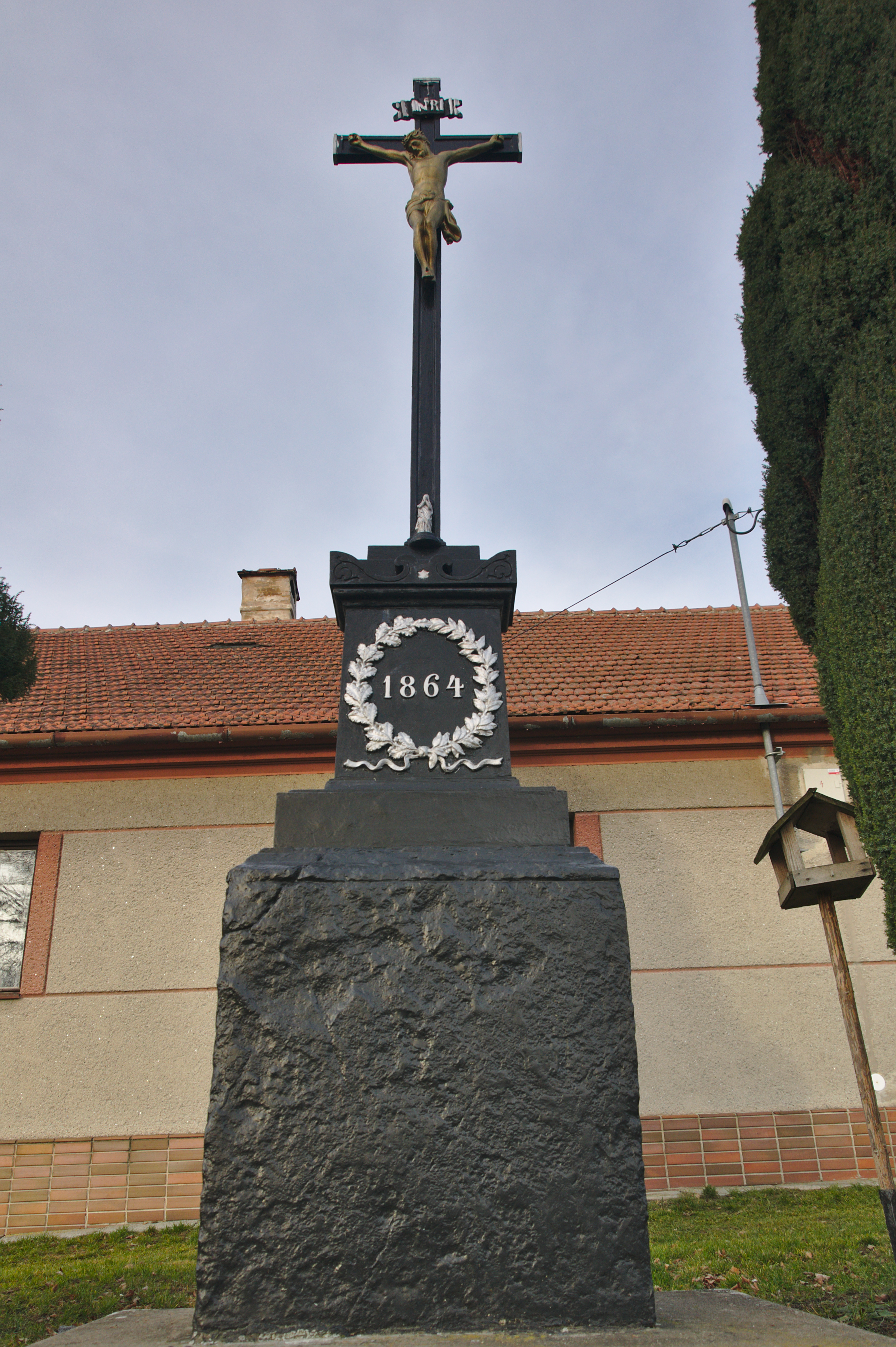
Kříž v obci
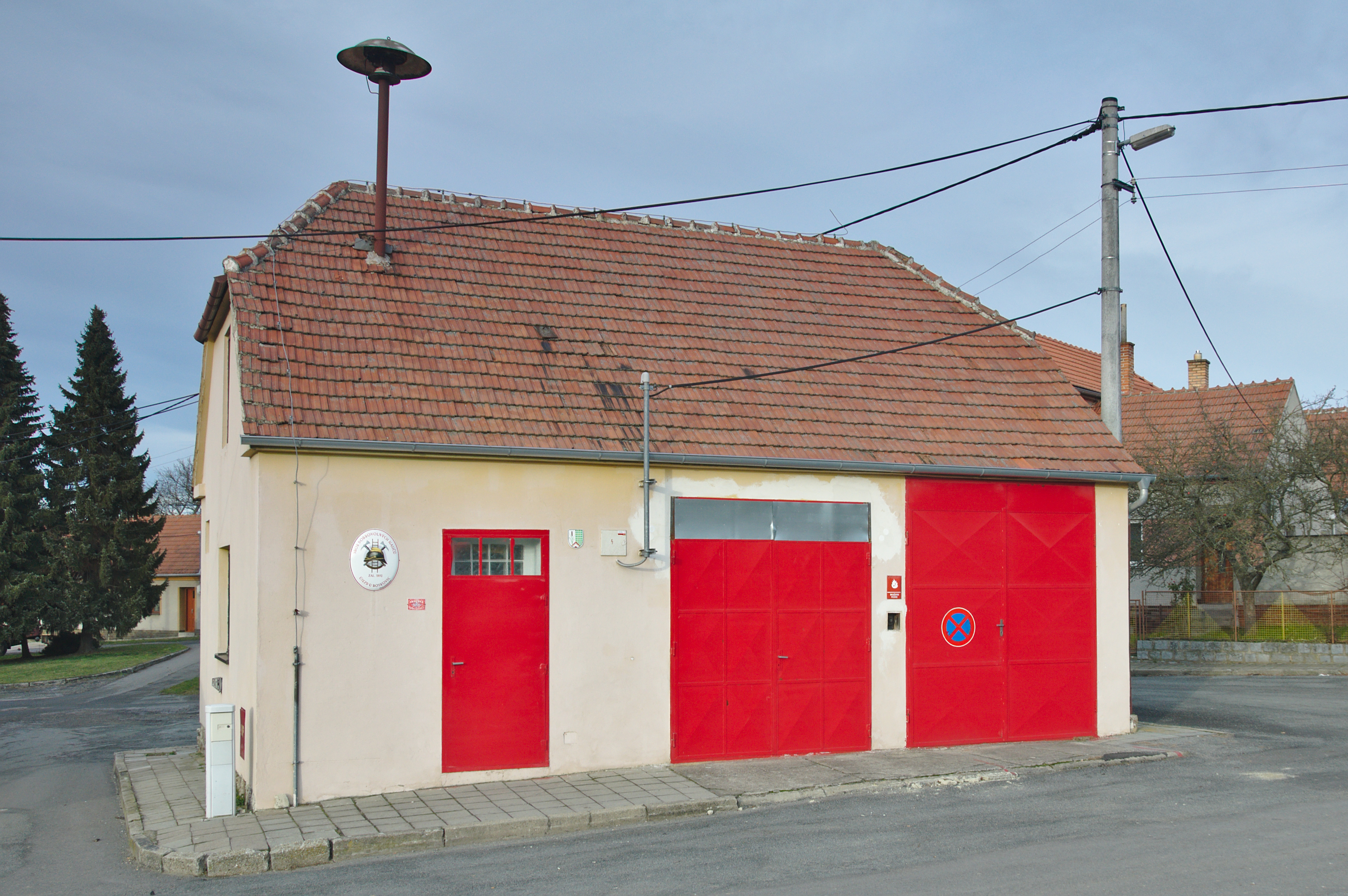
Hasičská zbrojnice
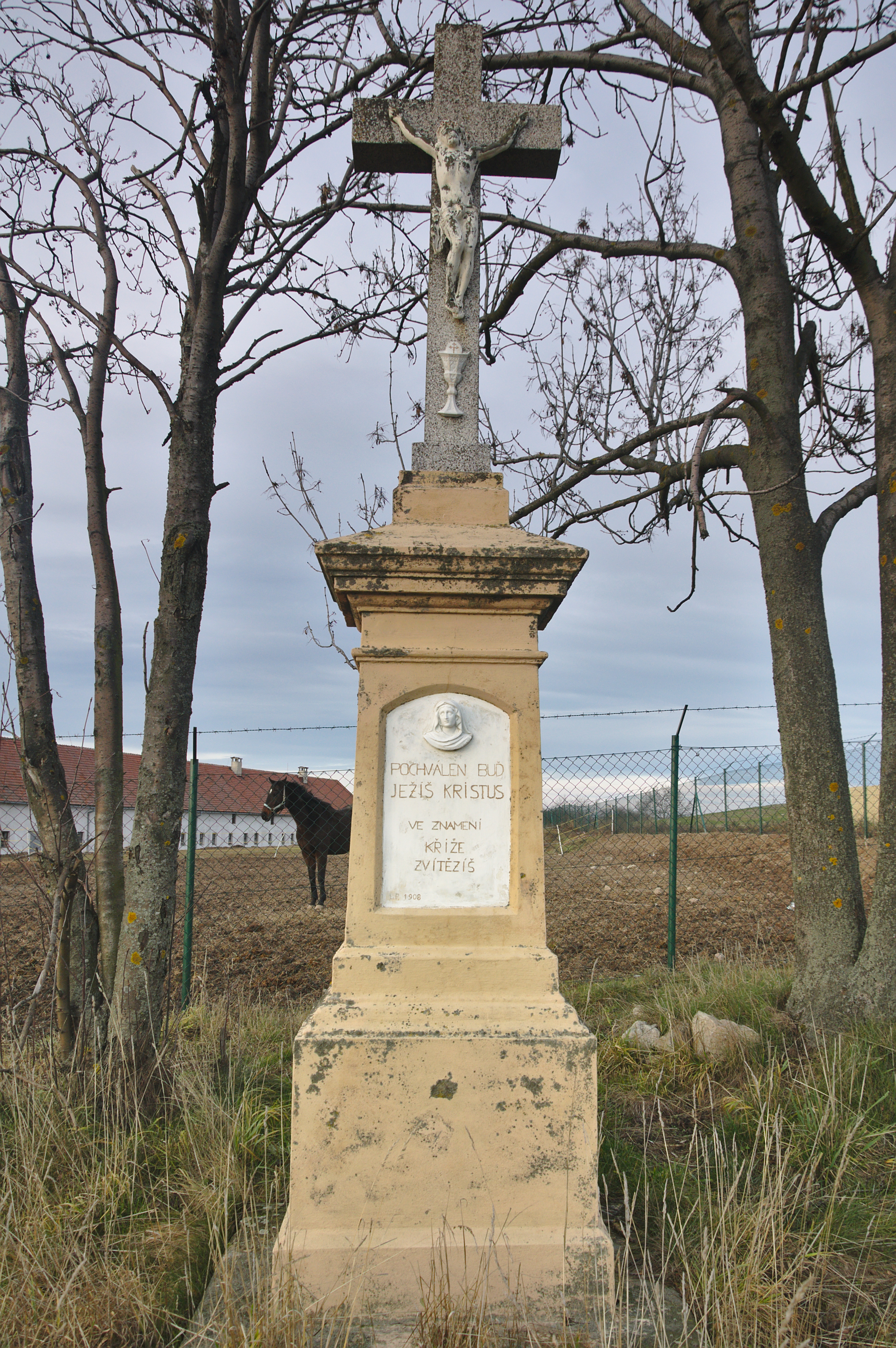
Kříž východně od obce
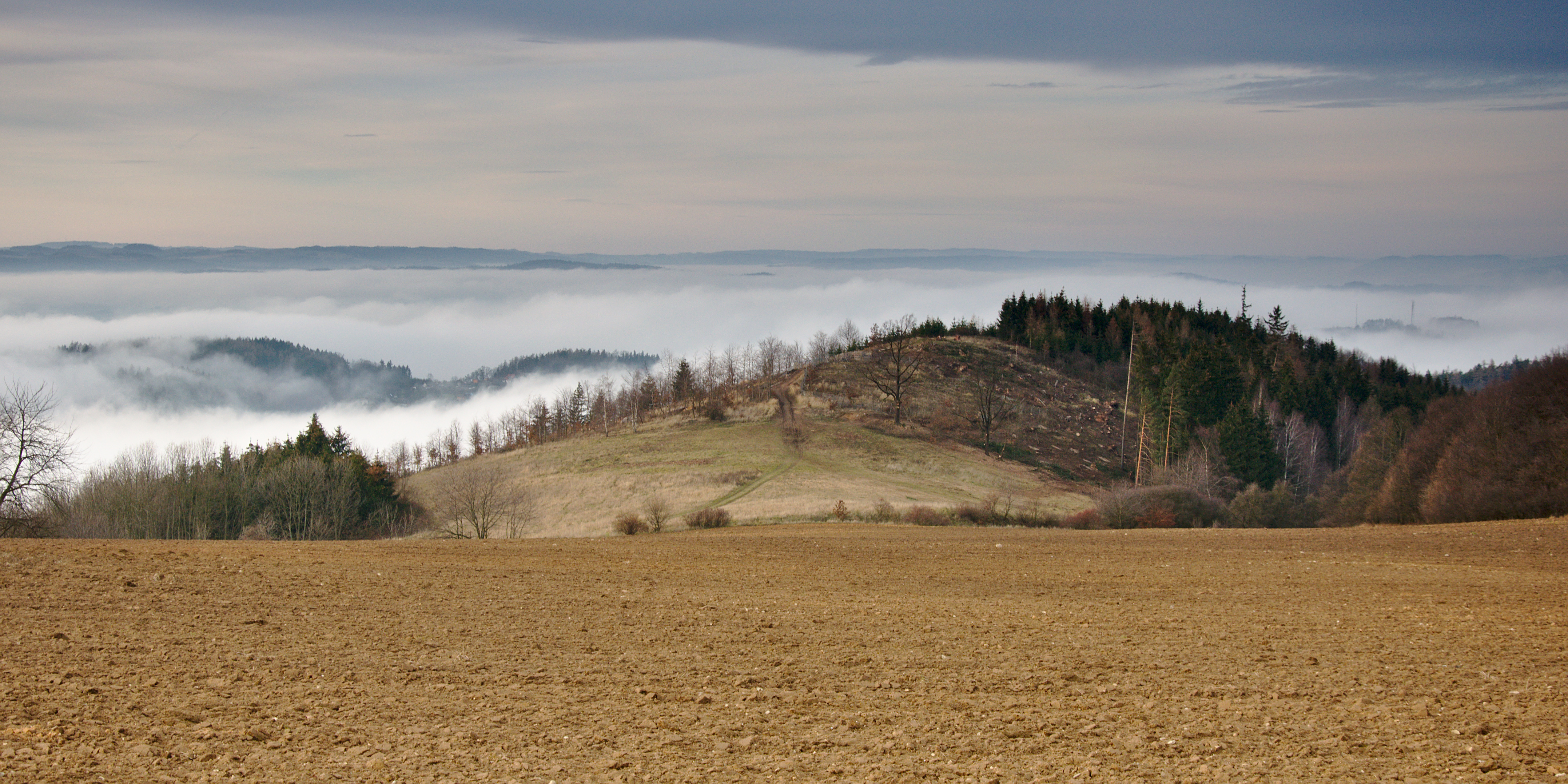
Hradisko